# 弱虫（チンピラ）
『弱虫』（チンピラ）は、立原あゆみによる日本の漫画作品。『週刊漫画ゴラク』（日本文芸社）に連載された。単行本は全30巻。また、それを原作とした映画がある。ヤクザを主題・題材にした漫画を多く手がける立原あゆみの作品の1つ。他の作品同様、共通する世界観を持つ。
当初より『本気!』に登場する組織「風組」の末端組織「月島組」が舞台となり、『あばよ白書』に登場する組織「犭会」が早い段階から登場するなど、他の長編シリーズと比べても世界観の共通性が明確に打ち出されているのが特徴。なおタイトルは「弱虫」と書いて「チンピラ」と読む、作者特有のダブルミーニングとなっている。

## 登場人物

### 主人公
北爪 修
リーゼントヘアでいつも背中に白い化け物の絵が入った革ジャンを着ている。喧嘩に強く、度胸もあり、セックスも強いことから女性にもてる。しかし、それをひけらかすことなく、やくざとしての分をわきまえ控え目な態度を崩さない。江戸川組構成員の女だった藤崎有美と恋仲になってしまい、そのトラブルが縁で月島組・船水良輔の舎弟となる。
登場当初は風俗店のビラ貼りをシノギとしていた。カローラのステーションワゴンを足にしている。
組長の愛人・村瀬景子に助けを求められても何もできなかったことにやるせない想いを秘めている。

### 月島組
風組系長野組傘下の末端組織だったが、長野組組長・長野正の風組追放により、関西の紅屋組傘下に鞍替えをする。
月島 道雄
北爪修が所属する月島組組長。度量のない狭量な人物。愛人の景子を溺愛しており、覚醒剤を彼女に打つことで自分の側につなぎとめようとした。かつて最愛の娘を亡くしており、その面影があることから景子に執着している。
ラブホテル、セピアで修に撲殺される。
船水 良輔
直参組員で幹部。月島組は明確な幹部職の役職を置いていなかったが、後に若頭に指名される。表向きは「船水企画」を経営している。主なシノギは為替相場で、月島組の経済状態を一手で支えている。愛車はアルファロメオ・164。基本的にハンドルは自身が握り運転手はつけない主義にしている。大卒。
朝村 一志
直参組員で幹部。月島組は明確な幹部職の役職を置いていなかったが、後に若頭補佐に指名される。表向きは「朝村不動産」を経営している。主なシノギは地上げとノミ屋。
入来
組員。出所してきたばかりの朝村の舎弟。実質的に朝村組若頭的存在。好戦的で狡猾。シノギは主にオンナ関係。
蟹澤
朝村組構成員。江戸川組組員・団原に修を潰すよう示唆する。度量の小さい人物。
叶 正吾
船水・朝村の弟分。
再び月島組と江戸川会が統合された際、森田のはからいで江戸川会若頭になるが後にその役を降りる。
引退してもなお舎弟の西島と金子に義理をとりたてる器小さく、せこい人物。
西島 和彦
叶の舎弟。先々代江戸川組・大浦家の墓参りに行く森田を、墓前で中国人ヒットマンの曹に射殺させようと計画。しかし、「一つこと精進してりゃやがての出世につながる」と修に促され、思い留まる。
金子
叶の舎弟。
大西
修の兄弟分。朝村の舎弟。江戸川組幹部の臼井と競輪場で最初に揉める。それがきっかけで月島の車に弾を撃ち込まれその報復に江戸川組へ。臼井を殺すも本人もその場で殺される。
広川 紘一
月島組の事務長的存在。組の財務管理を担っている。
畑山
朝村組構成員。矢口宏と目髙章一をスカウト。朝村組構成員にする。自身の妻と兄弟分・河松に保険金詐欺の絵を描かれ殺される。
河松
朝村組構成員。修の舎弟・智也に美人局を仕掛けそのけじめとしてエンコ詰めさせる。修は激怒し、そのおとしまえに左手を斬り落とされる。
片田
坂
片田の舎弟。月島組一の冴えない構成員。
章一
チンピラ。元は修を慕っていた不良少年。ヤクザに憧れ、修の舎弟として月島組への加入を頼むが、その都度断られて強く戒められる。そのため船水系の修とは別の朝村系で組に加入する。
矢口 宏
チンピラ。元は修を慕っていた不良少年。章一の友人。加入前後の経緯は章一と同じ。
粂
元はもぐりでコーチ屋をしていた風来坊の老人。客とのトラブルを仲裁したのが縁で、修の舎弟になる。主なシノギは焼き鳥の屋台。
林 朝太郎
元・「新宮組」構成員。極地天道会系新宮組の客人となった修の世話係をしていたチンピラ。修の男気に惚れ込み兄貴と慕う。新宮組を後にした修を追うために自ら破門を申し出、千葉にやってきて月島組の朝村系列に潜り込む。ヤクザになる前は寺の修行僧で、僧号は「珍念」。自称「念仏の朝」。呼び名は「朝」「朝ちゃん」。

### 女たち
村瀬 景子
月島組長の愛人。修とお互いに潜在的に惹かれ合う。
藤崎 有美
児童養護施設で育つ。スナックのホステス。入籍はしていないが事実上の修の内縁の妻。
乳癌を患い、若くして死去。
樹里
江戸川会との抗争で死んだ月島組のチンピラ大西の愛人。大西の死後に自ら修の都合のいい女に。
河合 芳恵
水商売の女。江戸川組・団原らと共謀、印刷会社新芸社社長を狙った美人局に荷担した。修に惹かれ樹里との三角関係になる。
小沢 由夏
援助交際をしていた女子高生。売春が学校にばれて退学し、ホステスになる。有美に懐き、アパートで同居している。主人公・北爪修に密かに思いを抱いている。高校時代は紅姫会なるグループを作り初代総長であった。
華菜
紅姫会のメンバー。援助交際を繰り返している。江戸川会・団原の女にされ金を貢がせられる。
浜名
冬美
愚連隊の女リーダー。刑期を終えた修を襲撃。修と肉体関係を持ち、自ら「修の女」と名乗り出す。
澄香
大阪のスナックのホステス。紅屋組・雨森の女。紅秋子の手引きで関西から逃亡する。
紅 秋子
紅屋組長の娘。女子大学生。出所後の修の乗る新幹線で偶然隣の席に居合わせ、修に一目惚れする。後に修と籍を入れ本妻となる。
池田 礼子
入来にやりこめられ実家の権利書を渡してしまう。船水が間に入り権利書は取り返す。
雅美
スナック蘭のホステス。新宮組・笹谷の女。笹谷服役中に修と出会いお互い惹かれあう。
真琴
林朝太郎の女。
美希
矢口宏の女。宏から頼まれソープ嬢になる。
渋谷 春枝
秋子が入院している病院の看護婦。
須山 実子
須山稔の母親。様々な男と肉体関係を持ち虜にさせる。紅屋組長の指示で大庭らに殺される。
宮橋
亜希

### 江戸川会
風組系長野組傘下の末端組織だったが、長野追放後も風組系列に残留する。
森田 輝義
江戸川会会長。任侠に厚く筋の通らない事を嫌う。船水とは兄弟分の中で、修にも一目置いている。
野辺地
江戸川会若頭。
鶴島
月島組へ叶の補佐へ出向させられる。
桑山 克二
江戸川会構成員。月島組に出向していた紅屋組の槙枝田に殺される。
丸林
幾度となく修を襲撃したり、何かとチャチャを入れるもいずれも功を奏せず失敗に終わる。最終的に江戸川組破門になる。
団原
丸林の兄弟分。度重なる失態に組織内において格下げとなる。蓬莱組の撃ち込みに月島組・坂と一緒に命じられる。
撃ち込んだ際に蓬莱組構成員らに捕まえられ射殺される。
新実
桑山の舎弟。修が桑山殺しの実行犯と思いこみ報復に出るも失敗に終わる。出所後の入来を刺そうとするところを修に止められる。
沢田

### 水組
船水のシマを修が引き継ぐ。江戸川組直参組織。水組の命名は林朝太郎。
北爪 修
組長。
林 朝太郎
実質的な若頭。
島崎 智也
宮下
高野

### 油組
矢口宏が組長。

### 風組
関東全域に勢力を広げる広域連合組織。月島組および江戸川組は、ともに風組系列の末端組織だった。
風岡 翔
組長。

### 宮本組
風組系・元・長野組の枝組織。
宮本 昌夫
組長。長野組四人衆の一人。
常妙寺
宮本組のNo.2。
代々木邦晴
宮本組の企業舎弟。西島に近づき旧・月島組員らは江戸川会から抜けるよう示唆。
谷村
西島和彦を闇討ちしようとするが失敗に終わる。

### 極地天道会
関西全域に勢力を広げる広域連合組織。伊豆を離れた修が、壁村組長の紹介で世話になったのが、極地天道会系新宮組。
梶
極地天道会幹部。新宮組組長の兄貴分。任侠道に反した笹谷を新宮の依頼で始末する。

### 新宮組
富山県富山市にある極地天道会の枝組織。
新宮 駿介
新宮組組長。
堀田 英太
新宮組若頭。紅屋組の丹に脅され、新宮組を裏切ろうとするところを修に説得される。
紅屋組の丹に岩部の選挙事務所に呼び出された拳銃でなぶり殺しにされそうなところを修に助けられる。
笹谷
新宮組幹部。地方政治にあくどく介入し票の取り纏めなどをしながらユスリタカリをシノギにしている。
唐木
笹谷の子分。服役中刑務所で面倒をみていた。関東一円会系組員で破門を喰らっている。
油野
唐木同様、笹谷が面倒をみている。
武蔵 邦雄

### 紅屋組
関西で極地天道会と勢力を二分する構成員800名からの広域連合組織。風組を追放された元・長野組組長の長野正の要請と、江戸川組との対立から、月島組は紅屋組系に所属する事になる。
紅 巧三郎
紅屋組組長。気性が荒く、好戦的。短期で下手を打った舎弟などは自らの手で殺す。しかし自身の家族には甘い。
地蔵 桐人
紅屋組若頭。風組との全面戦争また紅屋の若い衆を守る為、紅屋組長を自らの手で射殺する。
副島 泰成
紅屋組長の側近。紅屋組の金庫番。シャブの手入れの際、機転を利かせ自ら身代わり自首する。服役中、出所後は紅屋組の事を思い組長を殺すつもりでいた。
花見川
紅屋組のNo.3。風組に暗殺される。
大庭
関東に潜伏する紅屋組構成員。朝村と紅・長野の間に入るパイプ役。江戸川組と戦争に持ち込むよう朝村に様々な指示を出す。
紅 貴巳也
紅屋組構成員。紅屋組長の実子。永島文明巡査を銃殺した。
雨森
修の親・船水を殺した本人。修に仇討ちに遭い殺される。
深尾
雨森の舎弟・雨森曰く殺しの天才。修に殺される。
伊田
雨森の舎弟・側近の一人。最後は新宮組に拉致され殺される。
屯田
紅屋組幹部・屯田組組長。自身の組員。須山稔を修への鉄砲玉にと指名。しかし須山稔が音信不通になったことが紅屋組長の逆鱗に触れ組長の手で射殺される。
松沼
須山稔に刺殺される。
新元
紅屋組幹部・新元組組長。須山稔の母親の体の虜になる。紅屋組長への謀反を察知され。紅屋組長に射殺される。後に新元組は絶縁になる。
槙枝田
月島組に出向させられていた紅屋組構成員。桑山克二を殺した張本人。若い衆を虐めたり、月島に女や金をたかる、卑しい人物。風組処刑軍団、紅花に殺される。元・江戸川会会長を殺したのも槙枝田といわれている。
青沼
槙枝田の舎弟。桑山克二殺しの実行犯として身代わり自首させられる。
丹
衆議員岩部と連み北陸新幹線開通にあたり地上げする為に富山に潜伏する。新宮組若頭・堀田に近づき新宮組組織を掻き回そうと目論む。
新宮組若頭・堀田を岩部選挙事務所に監禁の上射殺しようとしているところに修が現れ右手を刀で斬り落とされる。
その事が原因でシャブに手を出して薬物中毒に陥り3人もの女性を拳銃で撃ち殺し最後は逮捕されてしまう。
呉
朝村組・入来の依頼で林朝太郎を襲撃。その後、逮捕される。
浜田
ミドル級元ボクサー。修とタイマンになり一撃でのされる。最後は新宮組に拉致され殺される。
筒井
壱橋
富山に逃亡中の朝村を追いかける。朝村を追い詰めるも逆さにメッタ刺しにされ殺される。
倉元
壱橋の弟分。壱橋と一緒に朝村を追い詰め拳銃で発砲するも仕留めきれず、朝村に刺殺される。
瀬戸
原口 慶行

### 犭会（けもの会）
伊豆・東海地方を掌握している広域連合組織。死亡を偽装して組を離れた修がまず頼ったのは、犭会でも最古参の猩猩組(しょうじょう組)の壁村耐三組長。

### 狩首組
井戸川
小料理•俚のママに思いを抱く。ママが修に惚れていることに妬き修にやたらと絡む。

### 猟組
谷

### 金田一家
妹跡海岸界隈の風組の枝組織。
寄川<
いやがる修にタイマン勝負を挑み、返り討ちにされる。
船水を殺すよう入来に焚き付けられる。
タロ
寄川の舎弟。楠田一郎を修と間違い刺殺する。

### 潮会
道玄坂
潮会会長。「オレの子分にならんか？」と言わしめるくらい修の度胸を買っている。
森岡
妹跡海岸近辺に潜伏中の修へ何かと面倒を見る。主に取立ての仕事を修に手伝ってもらう。
大坪
三角
佐山

### 白子組
山科

### 梅戸署
室岡
刑事長。
永島 文明
数馬
谷部
糸井
鑑識係。
希崎
梅戸署に派遣された女性キャリア。警部補。修に惹かれ肉体関係を持ってしまう。

### 刑務所
茜草
女性刑務官。服役中の修と刑務所内で肉体関係を持つ。
倉木
妻と共謀して妻の連れ子を虐待し殺し2年の刑期といわれている。居房内ではヤクザを殺して服役しているとウソ吹いていた。
同居房内の服役衆に虐められる。
正津
和尚
伊東

### 政治家たち
岩部 寛一
島木 譲

### その他
江口ノブヤ
ホスト。桑山克二の嫁から江戸川組からの弔意金2,000万を搾取、しかし修の根回しにより全額返還する。
古田
未成年デートクラブ店長。非合法故、朝村組をバックにつけている。かつては由夏もこの店に所属していた。
半田
古田の経営する未成年デートクラブの従業員。
森
有美に入れ込む客。定期的に小遣いを渡す、パトロン的な人物。
楠田 一郎
由夏の中学の同級生。教師に殴られる由夏を思い教師を刺す少年院送りになる。
修の斡旋でケツ持ちの店、スナック・ラブリーのバーテンとして働く。
川田
トラック運転手。月島組から抜け出し迷走中の村瀬景子と偶然出会いソープランドで働かせる。
蛭田
富山県警刑事。政治家岩部寛一の手先。
木ノ内
極地天道会顧問弁護士。
須山 稔
紅屋組系屯田組構成員。ライフルの名手。修を殺す為に差し向けられた鉄砲玉。修を狙うも失敗。修の手筈で昏睡状態にされ紅屋本部に千葉から搬送される。紅屋組長の娘の秋子や構成員達を殺された深い怨念から、組長自らの手でノコギリで惨殺される。
相原 和巳
ホストクラブ、プレイボーイのホスト。
大野
大野 圭
蟻塚

## 映画版
原作を元にした映画（R-15指定）が2000年11月11日に公開。なお、映画作品は同年開催の第13回東京国際映画祭ニッポン・シネマ・ナウプレミア上映作品として出品された。

### キャスト
- 北爪修…北村一輝
- 藤崎有美…星遙子
- 船水良輔…田口トモロヲ
- 村瀬景子…宮前希依
- 月島道雄…長門裕之
- 風岡翔…竹中直人
- 藤堂…大杉漣
- 桜井…麿赤兒
- 朝村一志…ガダルカナル・タカ
- 緑川真治…金山一彦

### スタッフ
- 原作…立原あゆみ
- 製作…尾川匠
- 企画…伊藤秀裕
- 監督…望月六郎
- プロデューサー…佐藤敏宏
- 脚本 …石川雅也、平山幸樹
- 音楽監督…遠藤浩二、e－KLAY
- 楽曲協力…山崎まさよし
- 撮影…石井浩一
- 照明…櫻井雅章
- 録音…福島音響
- 美術…伊藤章雄
- 編集…矢船陽介
- 助監督…菅原和利
- 製作担当…緒方昌孝
- キャスティング…綿引近人
- 制作…株式会社グルーヴコーポレーション
- 制作協力…エクセレントフィルム